# Domenico Contarini
Domenico Contarini (más néven: Contareno), (Velence, 10. század – Velence, 1071) léphetett Velence trónjára harmincadikként a dózsék történelme folyamán. A hatalmas és gazdag Contarini család első uralkodó tagja lehetett, aki a mozgalmas utódlási viták után 1043-ban foglalhatta el vezető hivatalát a lagúnák városában, és igen sokáig, majdnem harminc éven keresztül irányította azt. A velenceiek legtöbb szempontból tisztelték és szerették Domenicot, aki a korábbi önző uralkodói célok mellett a Serenissima érdekeit is figyelembe vette.

## Trónrajutása
A gazdag kereskedőcsaládból származó Domenico több hónapon át tartó vita után foglalhatta el trónját a Velencei Köztársaság élén, ugyanis elődje, Domenico Flabanico úgy halt meg, hogy nem jelölte ki utódját. A velencei vagyonos réteg végül a Contarini család fejében egyezett meg.

## Külpolitika
Domenico hosszú uralkodásának idején kül- és belpolitikában is jelentős szerepet vállalt. Az új dózsénak hatalomra lépése után nem sokkal szembe kellett néznie a város dalmát birtokainak lázongásával. Főként Zára városának lakói forrongtak a velencei elnyomás ellen, és a kereskedők már régóta kérlelték a dózsét, hogy tegyen valamit ellenük. A szláv lakosság szövetségre lépett az Orseolo Péter vezette Magyarországgal. A velencei hajóhadaknak sikerült meggátolni a magyarok területszerzését, amelynek Konstantinápolyban is igen örültek. IX. Konstantin császár elismerésének és hálájának jeléül előbb Zára elöljárójának majd Zára magisterjének címét ajándékozta a velencei dózsénak. A dalmát területek annektálását nem ellenezte a III. Henrik vezette Német-római Birodalom és Róma sem, pedig a Lateránnak eleinte nem tetszett, hogy egy keresztény területet hajt uralma alá a köztársaság.

## Belpolitika
A Velence környéki nagyhatalmakkal Domenico békére törekedett, és a dalmát területeken is hellyel-közel béke honolt, amely kedvezett a Serenissima kereskedelmének. Domenico belpolitikájának egyik legfontosabb vezérfonalává vált elődjének, Flabaniconak azon törekvése, hogy más gazdasági ágazatok támogatásával új gazdag, nemesi réteg jöjjön létre, akik elkötelezettebbek lehetnek a dózsehatalom iránt.
Ezért Domenico újabb területeket szerzett és osztott szét a Pó völgyében, és nekilátott a messzi tengereken híres velencei flotta fejlesztésének. Az állami megrendelések és az új földek osztása hamarosan a kereskedelem mellett más gazdasági ágazatokat is fellendítettek, és sikerült Domeniconak egy újabb nemesi réteget kialakítania. Az átalakuló gazdaság és a terjeszkedés új szövetségeket is szült a környező itáliai tartományokkal és városokkal.
Contarini uralkodása alatt folytatódott a Szent Márk-bazilika átalakítása és felújítása. Ekkor már egyértelműen a dózse magánkápolnájává nyilvánították a bazilikát, amely egyben a külföldi követek és államférfiak fogadótermévé is vált. Domenico uralkodása alatt vált szét Velence történelme során először a dózse és az állam vagyona. Létrejött a Szent Márk prokurátora cím, amely a köztársaság bevételeiért lett felelős.
1071-ben természetes halállal halt meg, és utolsó akaratának eleget téve az Adria partján álló Szent Miklós-templomban helyezték örök nyugalomra, amelyet egyébként uralma alatt kifejezetten ezért építettek fel.